# Epierus longulus
Epierus longulus är en skalbaggsart som beskrevs av Sylvain Auguste de Marseul 1854. Epierus longulus ingår i släktet Epierus och familjen stumpbaggar. Inga underarter finns listade i Catalogue of Life.